# Tour de France 2024/6. Etappe
Die 6. Etappe der Tour de France 2024 fand am 4. Juli 2024 statt. Sie führte die 111. Austragung des französischen Etappenrennens durch die Region Bourgogne-Franche-Comté. Der Start erfolgte in Mâcon, ehe das Ziel nach 163,5 flachen Kilometern in Dijon erreicht wurde. Nach der Etappe hatten die Fahrer 1115,7 Kilometer absolviert, was 31,9 % der Gesamtdistanz entspricht.
Der Etappensieg ging an den Niederländer Dylan Groenewegen (Team Jayco AlUla), der sich im Massensprint vor Biniam Girmay (Intermarché-Wanty) und Fernando Gaviria (Movistar Team) durchsetzte. Tadej Pogačar (UAE Team Emirates) verteidigte das Gelbe Trikot.

## Streckenverlauf
Der neutralisierte Start erfolgte in Mâcon auf der D906 unweit der Statue de Lamartine am Ufer der Saône. Nach wenigen Metern wurde die Pont Saint-Laurent erreicht und die Fahrer bogen links ins Stadtzentrum ein. Über verwinkelte Straßen ging es zur Eglise Cathédrale Saint Vincent und um den Square de la Paix. Die nachfolgenden Meter wurden auf der Rue Rambuteau und dem Boulevard de la Liberté zurückgelegt, ehe es auf der D17 in Richtung Westen ging. Hier wurde das Rennen nach 8,2 Kilometern bei der Ortschaft Montagny freigegeben.
Nach dem offiziellen Start führte die Strecke auf der D17 in Richtung Nordwesten, wobei bereits nach 10 Kilometern mit dem Col du Bois Clair (396 m) eine Bergwertung der 4. Kategorie überquert wurde. Kurz vor Cluny drehte die Fahrtrichtung gen Norden und auf der D981 wurde in Cormatin, bei Kilometer 31,1, der einzige Zwischensprint ausgefahren. Weiters wurden Buxy und Givry durchfahren, ehe die Fahrer Chagny erreichten. Beaune wird im Osten passiert, bevor Dijon aus südlicher Richtung über Pouilly-sur-Saône, das Kloster Cîteaux, Thorey-en-Plaine, Fauverney und Longvic erreicht wurde. Der Zielstrich befand sich am nördlichen Ende der Cr Général de Gaulle, die 1500 Meter lang ist und gegen Ende leicht ansteigt. 700 Meter vor dem Ziel wurde ein Kreisverkehr beim Monument aux Morts de Dijon durchfahren.
|                            | Ort               | Kilometer | Länge (km) | Höhe (m) | Ø Steigung |
| -------------------------- | ----------------- | --------- | ---------- | -------- | ---------- |
| neutralisierter Start      | Mâcon (D906)      | −8,2      |            |          |            |
| offizieller Start          | Prissé (D17)      | 0,0       |            |          |            |
| Bergwertung (4. Kategorie) | Col du Bois Clair | 10,0      | 1,6        | 396      | 6,0 %      |
| Zwischensprint             | Cormatin          | 31,1      |            |          |            |
| Ziel                       | Dijon             | 177,4     |            |          |            |

## Rennverlauf
Trotz seiner Sturzverletzungen vom Vortag ging Mads Pedersen (Lidl-Trek) an den Start der 6. Etappe. In der Auffahrt des Col du Bois Clair setzten sich mit Jonas Abrahamsen (Uno-X Mobility) und Axel Zingle (Cofidis) zwei Fahrer vom Hauptfeld ab. Jonas Abrahamsen, der Führende in der Bergwertung, sicherte sich den einzigen Punkt, ehe er sich mit seinem Fluchtgefährten kurz vor dem Zwischensprint ins Hauptfeld zurückfallen ließ. Beim Zwischensprint setze sich Jasper Philipsen (Alpecin-Deceuninck) vor Biniam Girmay (Intermarché-Wanty), Mads Pedersen, Arnaud Démare (Arkéa-B&B Hotels), Bryan Coquard (Cofidis), Arnaud De Lie (Lotto Dstny) und Sam Bennett (Decathlon AG2R La Mondiale) durch.
Im Anschluss fuhr das Peloton geschlossen in Richtung Ziel, ehe es rund 80 Kilometer vor dem Ziel aufgrund der Seitenwind-Verhältnisse zu den ersten Angriffen kam. Während Mark Cavendish (Astana Qazaqstan) aufgrund eines technischen Defekts zurückgefallen war, teilte sich das Peloton in zwei größere Gruppen, wobei sich in der ersten Gruppe zeitweise nur rund 60 Fahrer befanden. Neben anderen wurden auch der Gesamtvierte Juan Ayuso und der Gesamtachte João Almeida (beide UAE Team Emirates) abgehängt. Der gesamtführende Tadej Pogačar (UAE Team Emirates) war zudem kurzzeitig isoliert, da alle seine Mannschaftskollegen abgehängt worden waren. Rund 70 Kilometer vor dem Ziel schlossen sich die beiden Gruppen wieder zu einem großen Hauptfeld zusammen und auch Mark Cavendish konnte die Lücke zu den anderen Fahrern schließen. Im Anschluss blieb die Situation im Hauptfeld angespannt, wobei es immer wieder zu Tempoverschärfungen bei Richtungswechseln kam.
Rund sieben Kilometer vor dem Ziel kam Marijn van den Berg (EF Education-EasyPost) zu Sturz. Im Zielsprint setzte sich Dylan Groenewegen (Jayco AlUla) knapp vor Jasper Philipsen und Biniam Girmay durch, wobei Jasper Philipsen aufgrund seiner Fahrweise gegenüber Wout van Aert (Visma-Lease a Bike) im Nachhinein auf den 107. Platz relegiert wurde.
In der Gesamtwertung brachte die 6. Etappe keine nennenswerten Veränderungen. Tadej Pogačar lag weiterhin 45 Sekunden vor Remco Evenepoel (Soudal Quick-Step), der die Führung in der Nachwuchswertung verteidigte. Der Vorjahressieger Jonas Vingegaard (Visma-Lease a Bike) lag mit 50 Sekunden Rückstand auf dem dritten Gesamtrang. In der Punktewertung lag Biniam Girmay nun bereits 38 Punkte vor dem Dänen Mads Pedersen. Jonas Abrahamsen baute seinen Vorsprung auf Tadej Pogačar auf sechs Punkte aus. Das UAE Team Emirates lag weiterhin an der Spitze der Mannschaftswertung, während Mads Pedersen zum kämpferischsten Fahrer gewählt wurde. Alle 174 gestarteten Fahrer erreichten das Ziel.

## Ergebnis
| \| Etappenergebnis \| Etappenergebnis \| Etappenergebnis \| Etappenergebnis \| Etappenergebnis \| \| Fahrer \| Fahrer \| Land \| Team \| Zeit \| \| --------------- \| ------------------ \| --------------- \| -------------------------- \| --------------- \| \| 1. \| Dylan Groenewegen \| Niederlande \| Team Jayco AlUla \| 3 h 31 min 55 s \| \| 2. \| Biniam Girmay \| Eritrea \| Intermarché-Wanty \| + 0 s \| \| 3. \| Fernando Gaviria \| Kolumbien \| Movistar Team \| + 0 s \| \| 4. \| Phil Bauhaus \| Deutschland \| Bahrain Victorious \| + 0 s \| \| 5. \| Arnaud De Lie \| Belgien \| Lotto Dstny \| + 0 s \| \| 6. \| Wout van Aert \| Belgien \| Team Visma \\| Lease a Bike \| + 0 s \| \| 7. \| Arnaud Démare \| Frankreich \| Arkéa-B&B Hotels \| + 0 s \| \| 8. \| Alexander Kristoff \| Norwegen \| Uno-X Mobility \| + 0 s \| \| 9. \| Pascal Ackermann \| Deutschland \| Israel-Premier Tech \| + 0 s \| \| 10. \| Piet Allegaert \| Belgien \| Cofidis \| + 0 s \| |                    |             |                            |                 |
| |                    |             |                            |                 |
| Quellen: ProCyclingStats Cycling Quotient |                    |             |                            |                 |
| Etappenergebnis |                    |             |                            |                 |
| Fahrer | Fahrer             | Land        | Team                       | Zeit            |
| 1. | Dylan Groenewegen  | Niederlande | Team Jayco AlUla           | 3 h 31 min 55 s |
| 2. | Biniam Girmay      | Eritrea     | Intermarché-Wanty          | + 0 s           |
| 3. | Fernando Gaviria   | Kolumbien   | Movistar Team              | + 0 s           |
| 4. | Phil Bauhaus       | Deutschland | Bahrain Victorious         | + 0 s           |
| 5. | Arnaud De Lie      | Belgien     | Lotto Dstny                | + 0 s           |
| 6. | Wout van Aert      | Belgien     | Team Visma \| Lease a Bike | + 0 s           |
| 7. | Arnaud Démare      | Frankreich  | Arkéa-B&B Hotels           | + 0 s           |
| 8. | Alexander Kristoff | Norwegen    | Uno-X Mobility             | + 0 s           |
| 9. | Pascal Ackermann   | Deutschland | Israel-Premier Tech        | + 0 s           |
| 10. | Piet Allegaert     | Belgien     | Cofidis                    | + 0 s           |

## Gesamtstände
| \| Gesamtwertung \| Gesamtwertung \| Gesamtwertung \| Gesamtwertung \| Gesamtwertung \| \| Fahrer \| Fahrer \| Land \| Team \| Zeit \| \| ------------- \| ---------------- \| ------------- \| -------------------------- \| ---------------- \| \| 1. \| Tadej Pogačar \| Slowenien \| UAE Team Emirates \| 26 h 47 min 19 s \| \| 2. \| Remco Evenepoel \| Belgien \| Soudal Quick-Step \| + 45 s \| \| 3. \| Jonas Vingegaard \| Dänemark \| Team Visma \\| Lease a Bike \| + 50 s \| \| 4. \| Juan Ayuso \| Spanien \| UAE Team Emirates \| + 1 min 10 s \| \| 5. \| Primož Roglič \| Slowenien \| Red Bull-Bora-Hansgrohe \| + 1 min 14 s \| \| 6. \| Carlos Rodríguez \| Spanien \| Ineos Grenadiers \| + 1 min 16 s \| \| 7. \| Mikel Landa \| Spanien \| Soudal Quick-Step \| + 1 min 32 s \| \| 8. \| João Almeida \| Portugal \| UAE Team Emirates \| + 1 min 32 s \| \| 9. \| Giulio Ciccone \| Italien \| Lidl-Trek \| + 3 min 20 s \| \| 10. \| Egan Bernal \| Kolumbien \| Ineos Grenadiers \| + 3 min 21 s \| |                  |           |                            |                  |
| |                  |           |                            |                  |
| Quellen: ProCyclingStats Cycling Quotient |                  |           |                            |                  |
| Gesamtwertung |                  |           |                            |                  |
| Fahrer | Fahrer           | Land      | Team                       | Zeit             |
| 1. | Tadej Pogačar    | Slowenien | UAE Team Emirates          | 26 h 47 min 19 s |
| 2. | Remco Evenepoel  | Belgien   | Soudal Quick-Step          | + 45 s           |
| 3. | Jonas Vingegaard | Dänemark  | Team Visma \| Lease a Bike | + 50 s           |
| 4. | Juan Ayuso       | Spanien   | UAE Team Emirates          | + 1 min 10 s     |
| 5. | Primož Roglič    | Slowenien | Red Bull-Bora-Hansgrohe    | + 1 min 14 s     |
| 6. | Carlos Rodríguez | Spanien   | Ineos Grenadiers           | + 1 min 16 s     |
| 7. | Mikel Landa      | Spanien   | Soudal Quick-Step          | + 1 min 32 s     |
| 8. | João Almeida     | Portugal  | UAE Team Emirates          | + 1 min 32 s     |
| 9. | Giulio Ciccone   | Italien   | Lidl-Trek                  | + 3 min 20 s     |
| 10. | Egan Bernal      | Kolumbien | Ineos Grenadiers           | + 3 min 21 s     |

| Punktewertung | Punktewertung     | Punktewertung | Punktewertung      | Punktewertung |
| Fahrer        | Fahrer            | Land          | Team               | Punkte        |
| ------------- | ----------------- | ------------- | ------------------ | ------------- |
| 1.            | Biniam Girmay     | Eritrea       | Intermarché-Wanty  | 149 P.        |
| 2.            | Mads Pedersen     | Dänemark      | Lidl-Trek          | 111 P.        |
| 3.            | Jonas Abrahamsen  | Norwegen      | Uno-X Mobility     | 87 P.         |
| 4.            | Jasper Philipsen  | Belgien       | Alpecin-Deceuninck | 85 P.         |
| 5.            | Bryan Coquard     | Frankreich    | Cofidis            | 75 P.         |
| 6.            | Fernando Gaviria  | Kolumbien     | Movistar Team      | 73 P.         |
| 7.            | Dylan Groenewegen | Niederlande   | Team Jayco AlUla   | 71 P.         |
| 8.            | Arnaud De Lie     | Belgien       | Lotto Dstny        | 64 P.         |
| 9.            | Arnaud Démare     | Frankreich    | Arkéa-B&B Hotels   | 63 P.         |
| 10.           | Kévin Vauquelin   | Frankreich    | Arkéa-B&B Hotels   | 60 P.         |

| Bergwertung | Bergwertung         | Bergwertung            | Bergwertung                | Bergwertung |
| Fahrer      | Fahrer              | Land                   | Team                       | Punkte      |
| ----------- | ------------------- | ---------------------- | -------------------------- | ----------- |
| 1.          | Jonas Abrahamsen    | Norwegen               | Uno-X Mobility             | 26 P.       |
| 2.          | Tadej Pogačar       | Slowenien              | UAE Team Emirates          | 20 P.       |
| 3.          | Valentin Madouas    | Frankreich             | Groupama-FDJ               | 16 P.       |
| 4.          | Jonas Vingegaard    | Dänemark               | Team Visma \| Lease a Bike | 15 P.       |
| 5.          | Remco Evenepoel     | Belgien                | Soudal Quick-Step          | 12 P.       |
| 6.          | Stephen Williams    | Vereinigtes Königreich | Israel-Premier Tech        | 10 P.       |
| 7.          | Carlos Rodríguez    | Spanien                | Ineos Grenadiers           | 10 P.       |
| 8.          | Frank van den Broek | Niederlande            | Team dsm-firmenich PostNL  | 9 P.        |
| 9.          | Ion Izagirre        | Spanien                | Cofidis                    | 8 P.        |
| 10.         | Juan Ayuso          | Spanien                | UAE Team Emirates          | 8 P.        |

| Nachwuchswertung | Nachwuchswertung  | Nachwuchswertung       | Nachwuchswertung           | Nachwuchswertung |
| Fahrer           | Fahrer            | Land                   | Team                       | Zeit             |
| ---------------- | ----------------- | ---------------------- | -------------------------- | ---------------- |
| 1.               | Remco Evenepoel   | Belgien                | Soudal Quick-Step          | 26 h 48 min 04 s |
| 2.               | Juan Ayuso        | Spanien                | UAE Team Emirates          | + 25 s           |
| 3.               | Carlos Rodríguez  | Spanien                | Ineos Grenadiers           | + 31 s           |
| 4.               | Matteo Jorgenson  | Vereinigte Staaten     | Team Visma \| Lease a Bike | + 2 min 36 s     |
| 5.               | Santiago Buitrago | Kolumbien              | Bahrain Victorious         | + 3 min 25 s     |
| 6.               | Ilan Van Wilder   | Belgien                | Soudal Quick-Step          | + 4 min 56 s     |
| 7.               | Ben Healy         | Irland                 | EF Education-EasyPost      | + 7 min 27 s     |
| 8.               | Javier Romo       | Spanien                | Movistar Team              | + 9 min 04 s     |
| 9.               | Thomas Pidcock    | Vereinigtes Königreich | Ineos Grenadiers           | + 13 min 36 s    |
| 10.              | Oscar Onley       | Vereinigtes Königreich | Team dsm-firmenich PostNL  | + 15 min 59 s    |

| Mannschaftswertung | Mannschaftswertung         | Mannschaftswertung           | Mannschaftswertung |
| Team               | Team                       | Land                         | Zeit               |
| ------------------ | -------------------------- | ---------------------------- | ------------------ |
| 1.                 | UAE Team Emirates          | Vereinigte Arabische Emirate | 80 h 25 min 01 s   |
| 2.                 | Ineos Grenadiers           | Vereinigtes Königreich       | + 4 min 54 s       |
| 3.                 | Soudal Quick-Step          | Belgien                      | + 5 min 02 s       |
| 4.                 | Red Bull-Bora-Hansgrohe    | Deutschland                  | + 6 min 34 s       |
| 5.                 | Bahrain Victorious         | Bahrain                      | + 11 min 27 s      |
| 6.                 | Movistar Team              | Spanien                      | + 13 min 24 s      |
| 7.                 | Team Visma \| Lease a Bike | Niederlande                  | + 17 min 39 s      |
| 8.                 | EF Education-EasyPost      | Vereinigte Staaten           | + 24 min 06 s      |
| 9.                 | Lidl-Trek                  | Vereinigte Staaten           | + 28 min 41 s      |
| 10.                | Team dsm-firmenich PostNL  | Niederlande                  | + 34 min 33 s      |